# Sanxingdui
Sanxingdui (xinès tradicional i simplificat: 三星堆, pinyin: Sānxīngduī, literalment 'conjunt de tres estrelles') és el nom d'un jaciment arqueològic de la Xina. S'ha considerat que és el jaciment d'una ciutat xinesa antiga. Aquesta cultura de l'edat de bronze abans desconeguda va ser redescoberta en 1987 quan arqueòlegs van treure a la llum peces arqueològiques que el carboni 14 situava entre els segles  XI i  XII aC. No havent deixat rastre a la memòria històrica, ni en mites, la cultura desconeguda que va produir aquestes peces és ara coneguda com a "cultura de Sanxingdui"'. El museu que alberga aquests objectes es troba prop de la ciutat de Guanghan.

## Ubicació
Coordenades: Latitud 30° 57′ 20.53″N; Longitud: 104° 19′ 16.38″E de Guanghan. El jaciment arqueològic de Sanxingdui està situat a uns 40 km al nord-est de Chengdu, a Sichuan, a 10 km a l'est de la ciutat de Guanghan, i a 50 km de la ciutat dels tresors.

## Descobriment

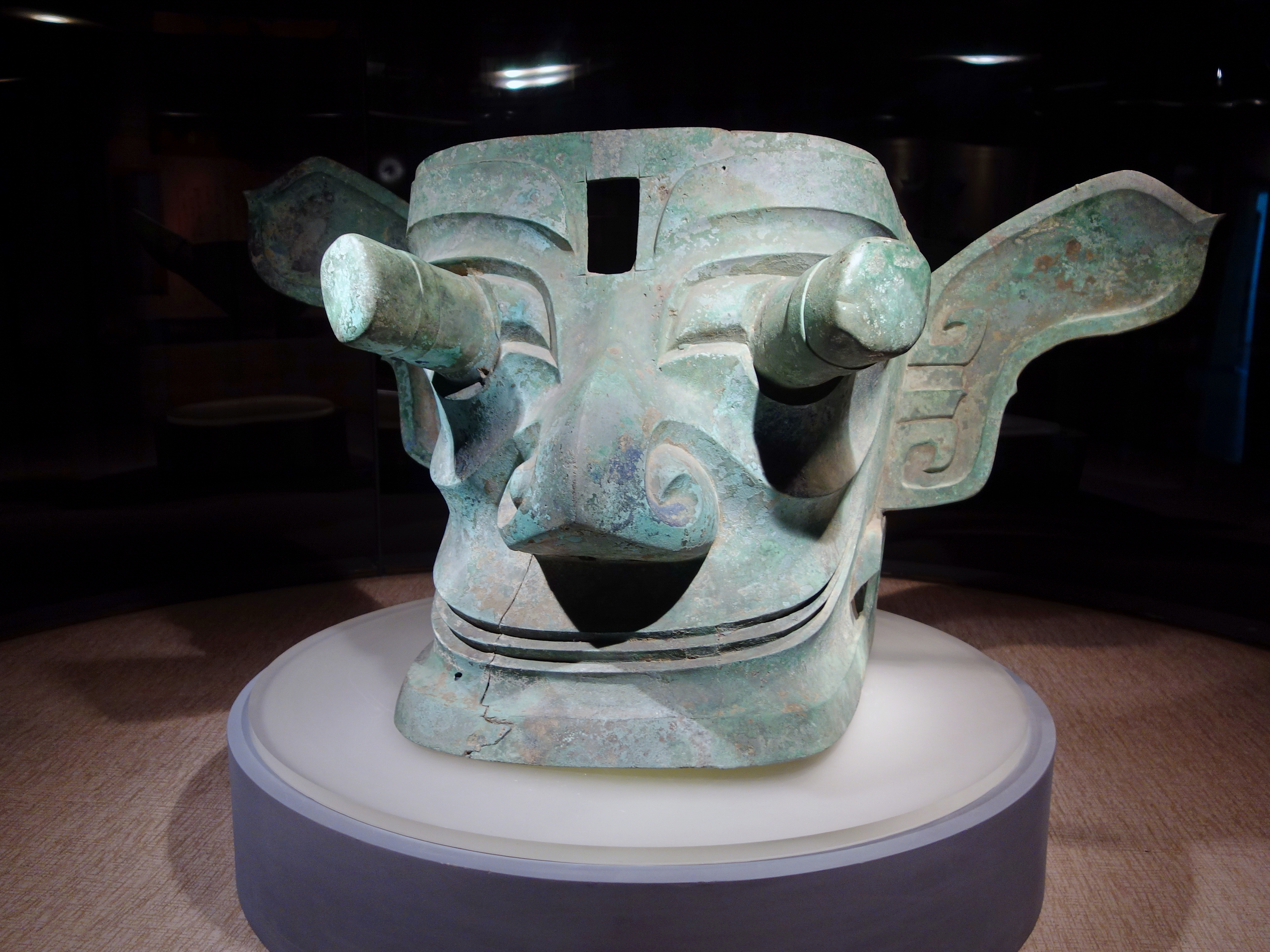
Cap de bronze de Sanxingdui, amb les característiques orelles i celles grans i les ulls sortints.

En 1929, un camperol va desenterrar un ampli conjunt de vestigis de jade mentre cavava un pou; molts d'aquests vestigis, amb el pas dels anys, van anar a parar a mans de col·leccionistes privats. Generacions d'arqueòlegs xinesos van inspeccionar la zona sense èxit fins a 1986, quan diversos treballadors van trobar, per casualitat, una fossa de sacrificis que contenia milers d'objectes d'or, bronze, jade i de ceràmica que havien estat trencats (potser ritualment desfigurats), cremats i acuradament enterrats. Els investigadors van quedar sorpresos en descobrir un estil artístic que era completament desconegut en la història de l'art de la Xina, els fonaments havien estat la història i peces de les civilitzacions del Riu Groc.

## Fosa del bronze
Aquesta cultura antiga havia desenvolupat considerablement la tecnologia de fosa del bronze, afegint plom en combinació amb coure i estany, amb l'objecte de crear un material més resistent per a objectes molt més grans i pesats; per exemple, l'estàtua dreta, de mida natural, més antiga del món (260 cm d'alçada i 180 quilograms), i un arbre amb ocells, flors i ornaments (396 cm), que alguns han identificat com a representacions de l'arbre Fusang de la mitologia xinesa. Les troballes més cridaneres van ser grans màscares i caps de bronze (amb màscares cobertes de làmines d'or) representades amb trets humans angulosos i ulls oblics enormes, alguns amb pupil·les oculars sortints i grans orelles. A partir del disseny d'aquests caps, els arqueòlegs creuen que es col·locaven sobre de suports de fusta tòtems, potser coberts de roba. Altres objectes de bronze inclouen ocells amb becs semblants a àguiles, tigres, una gran serp, màscares zoomòrfiques, campanes i el que sembla un una roda de raigs de bronze, però que probablement era decoració d'un escut. A més del bronze, les troballes de Sanxingdui inclouen objectes de jade propis de les primeres cultures del Neolític xinès, per exemple cong i zhang.

## Cosmologia

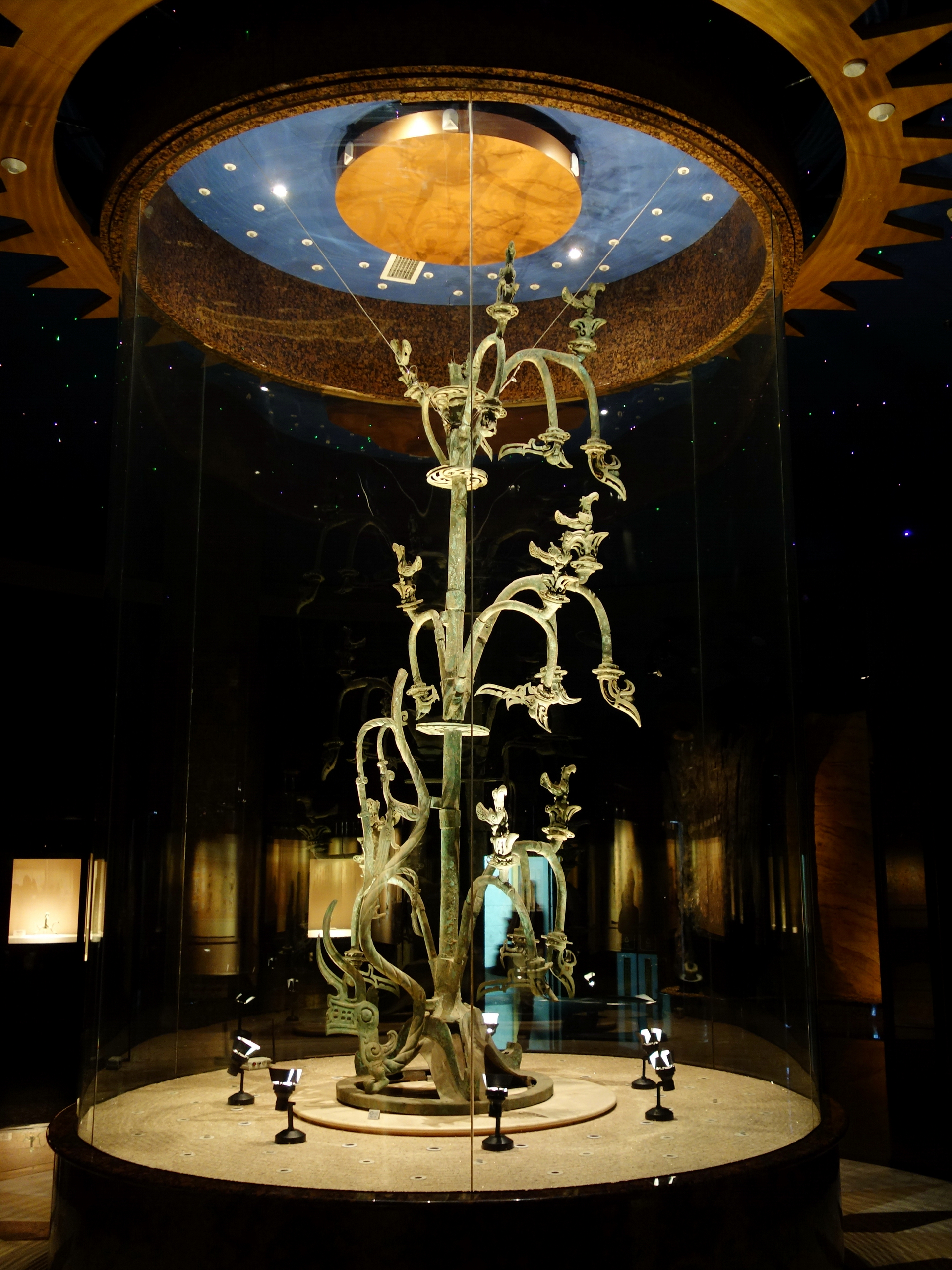
Arbre de bronze

Retrocedint a l'època neolítica, els xinesos identificaven cadascun dels quatre quadrants del cel amb animals: l'ocell, amb el sud; el tigre, amb l'oest; el drac, amb l'est i la tortuga / serp, amb el nord. Cada un d'aquests punts estava associat a una constel·lació que era visible en alguna estació de l'any: el drac, a la primavera; l'ocell, a l'estiu; etc. Curiosament, aquests són els quatre animals que predominen en les troballes de Sanxingdui (ocells, dracs, serps i tigres), el que condueix a la teoria per la qual aquests bronzes representen l'univers. No és clar si formen part d'esdeveniments rituals dissenyats per comunicar-se amb els esperits de l'univers (o esperits ancestrals). Atès que no queden proves escrites, és difícil determinar els usos dels objectes trobats. Alguns creuen que la constant representació d'aquests animals, sobretot en l'últim període Han, va ser un intent dels humans per endinsar-se en el coneixement del seu món. Els jades descoberts a Sanxingdui també semblen estar relacionats amb els sis tipus coneguts de jades rituals de l'antiga Xina, cadascun associat, també, amb un punt cardinal (N, S, E, O), a més del Cel i la Terra.
Tots els descobriments de Sanxingdui van suscitar interès acadèmic, però els bronzes van ser els que més van entusiasmar. Task Rosen, del Museu Britànic els va considerar més importants que els guerrers de terracota de Xi'an. Les primeres exposicions de bronzes de Sanxingdui van tenir lloc a Pequín (1987, 1990) i el Museu Olímpic de Lausana (1993). Les exposicions de Sanxingdui van viatjar per tot el món, i les entrades s'esgotaven a tot arreu; des del Museu d'arts Hybary a Múnic (1995), el Museu Nacional Suís a Zuric (1996), el Museu Britànic a Londres (1996), el Museu Nacional de Dinamarca a Copenhagen (1997), el Museu Guggenheim de Nova York (1998), diversos museus al Japó (1998), el Museu Nacional del Palau de Taipei (1999), fins al Museu de civilitzacions d'Àsia de Singapur (2007). El 1997, el Museu de Sanxingdui va obrir prop del jaciment original.

## Possible influència
La cultura Sanxingdui va ser una misteriosa civilització de la Xina meridional, en l'estat de  Shu durant el període de la Dinastia Shang. Si bé van desenvolupar un mètode de treballar el bronze diferent dels Shang, la seva cultura mai va quedar documentada pels historiadors xinesos. Es creu que la cultura de Sanxingdui es divideix en diverses etapes. Potser la primera va ser independent, mentre que les últimes etapes es van fusionar amb Ba, Chu, i altres cultures.
A més de Sanxingdui, altres descobriments arqueològics a Sichuan inclouen les cultures Baodun i Jinshan, la qual cosa indica que les civilitzacions de la Xina meridional arriben almenys als cinc mil anys. Les restes d'aquestes cultures independents en diferents regions de la Xina desafien la teoria tradicional per la qual el riu Groc va ser l'única "bressol de la civilització xinesa".

## Imatges

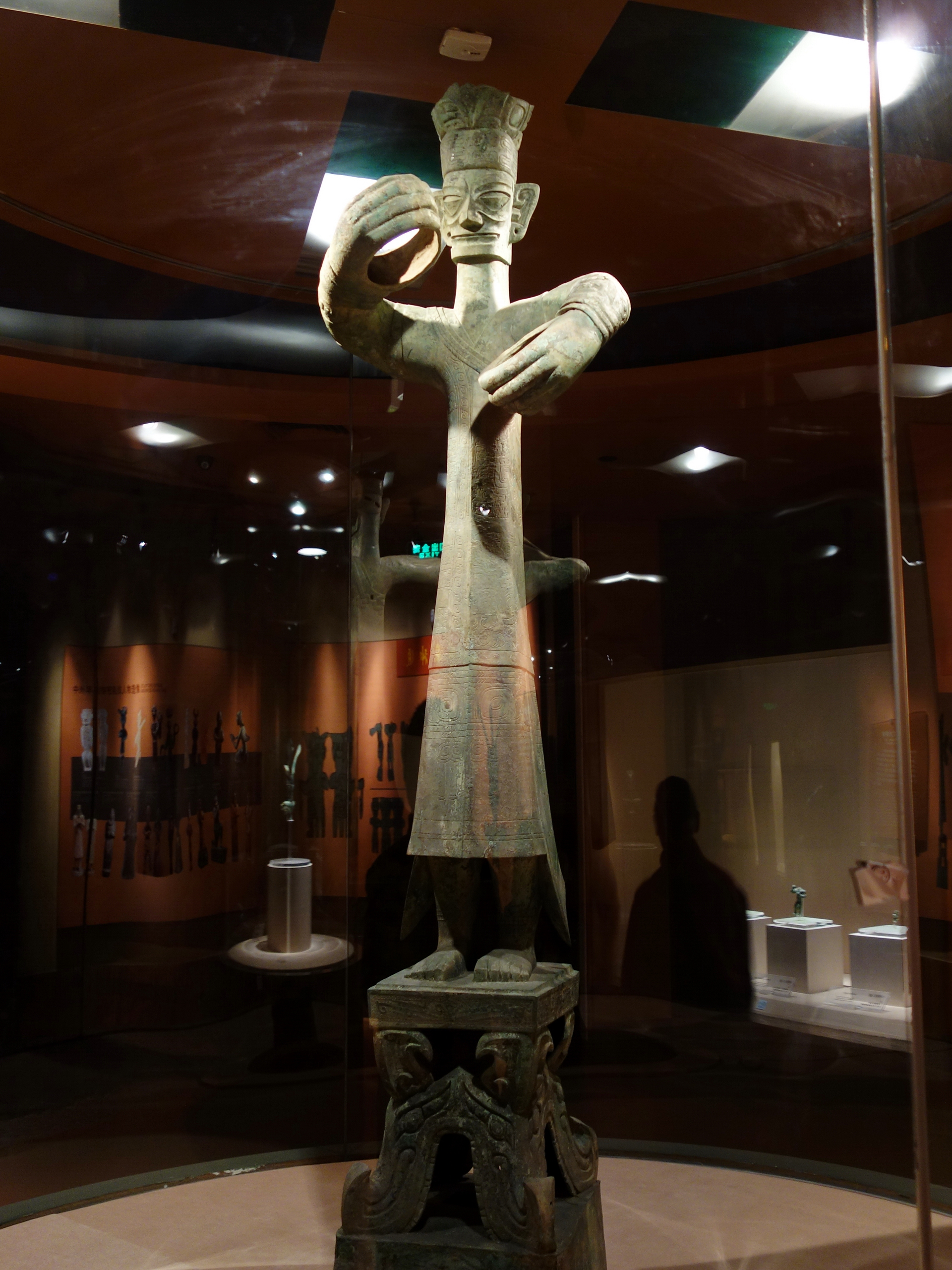
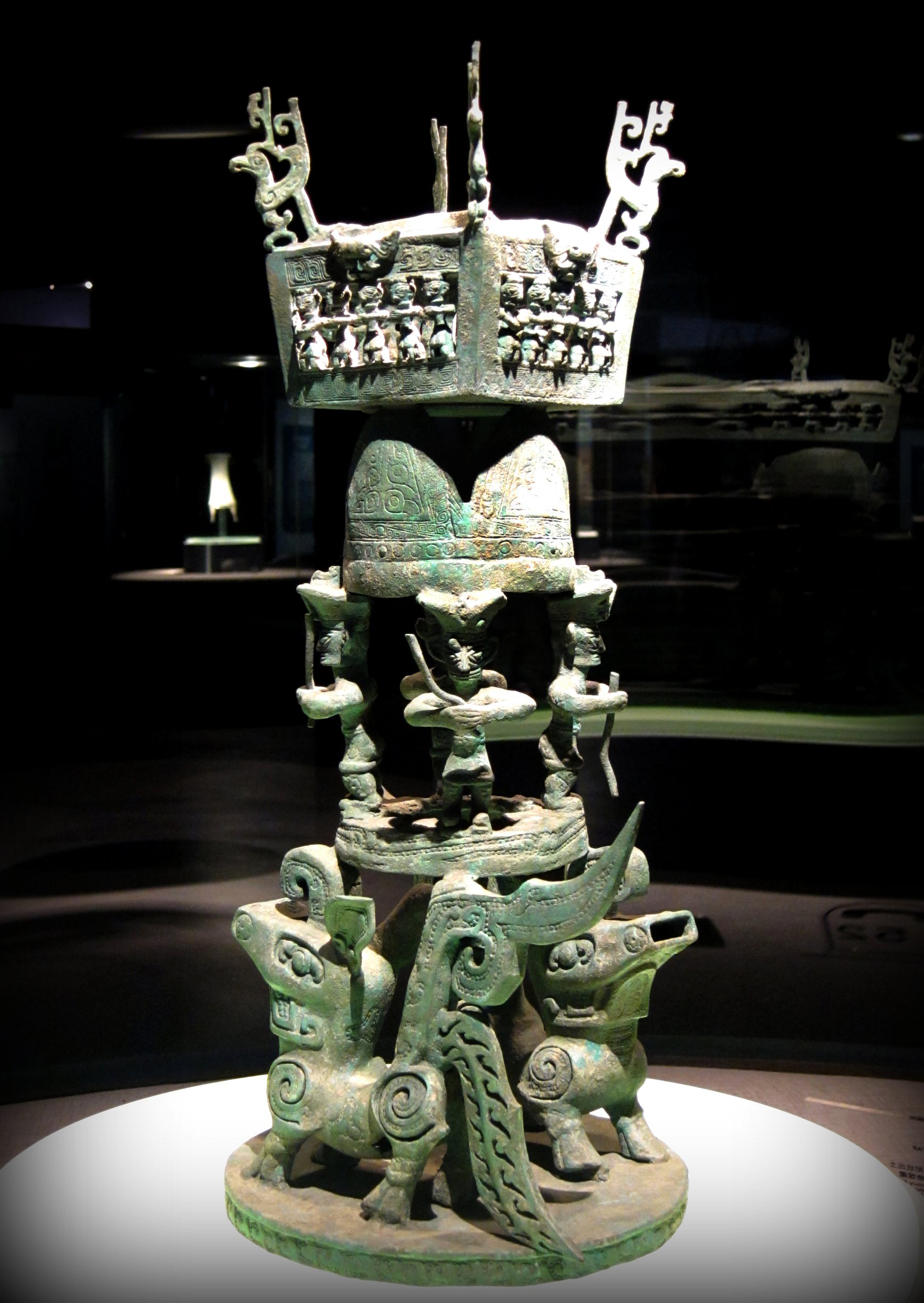
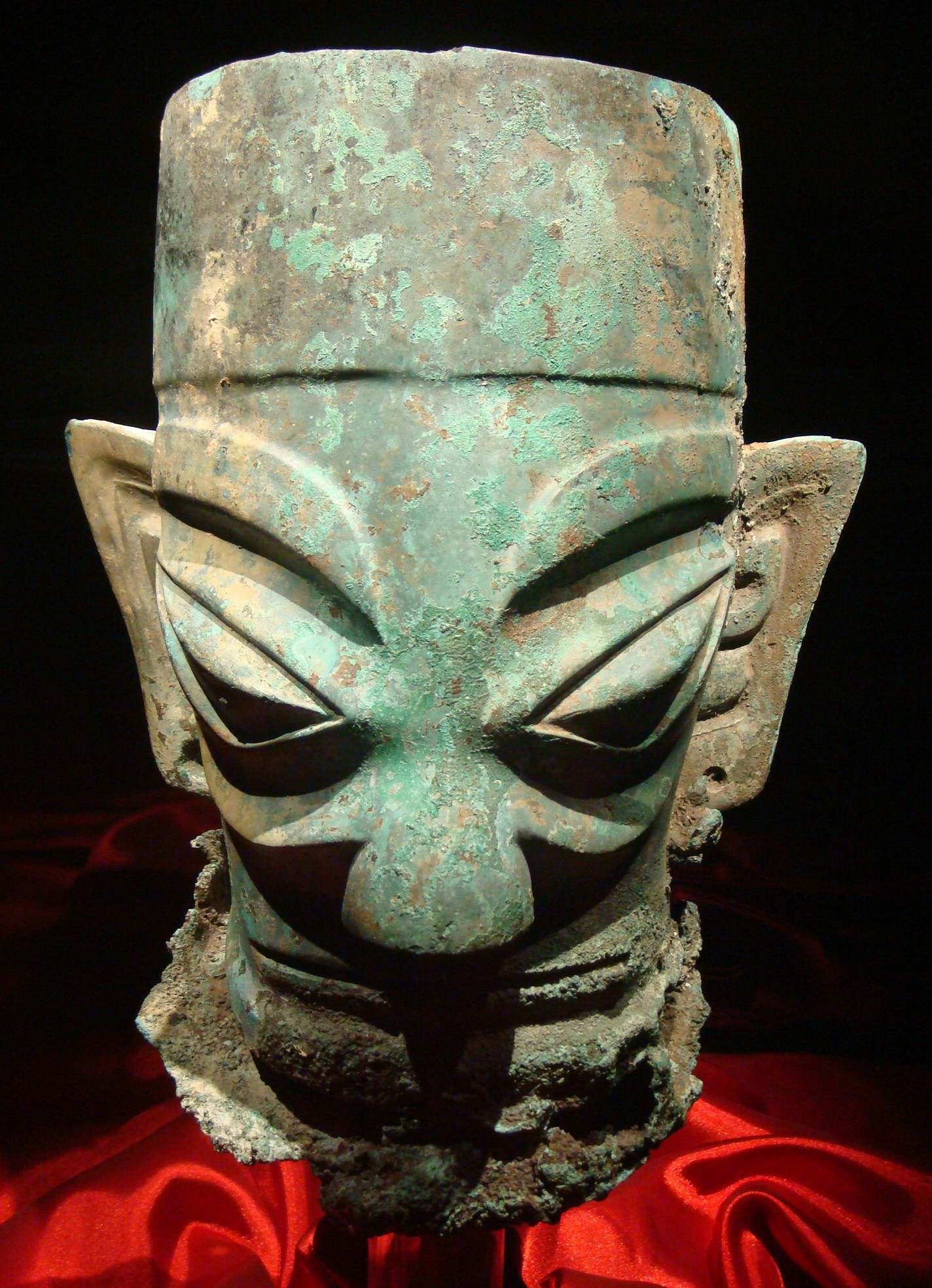
Cap de bronze (27 cm)
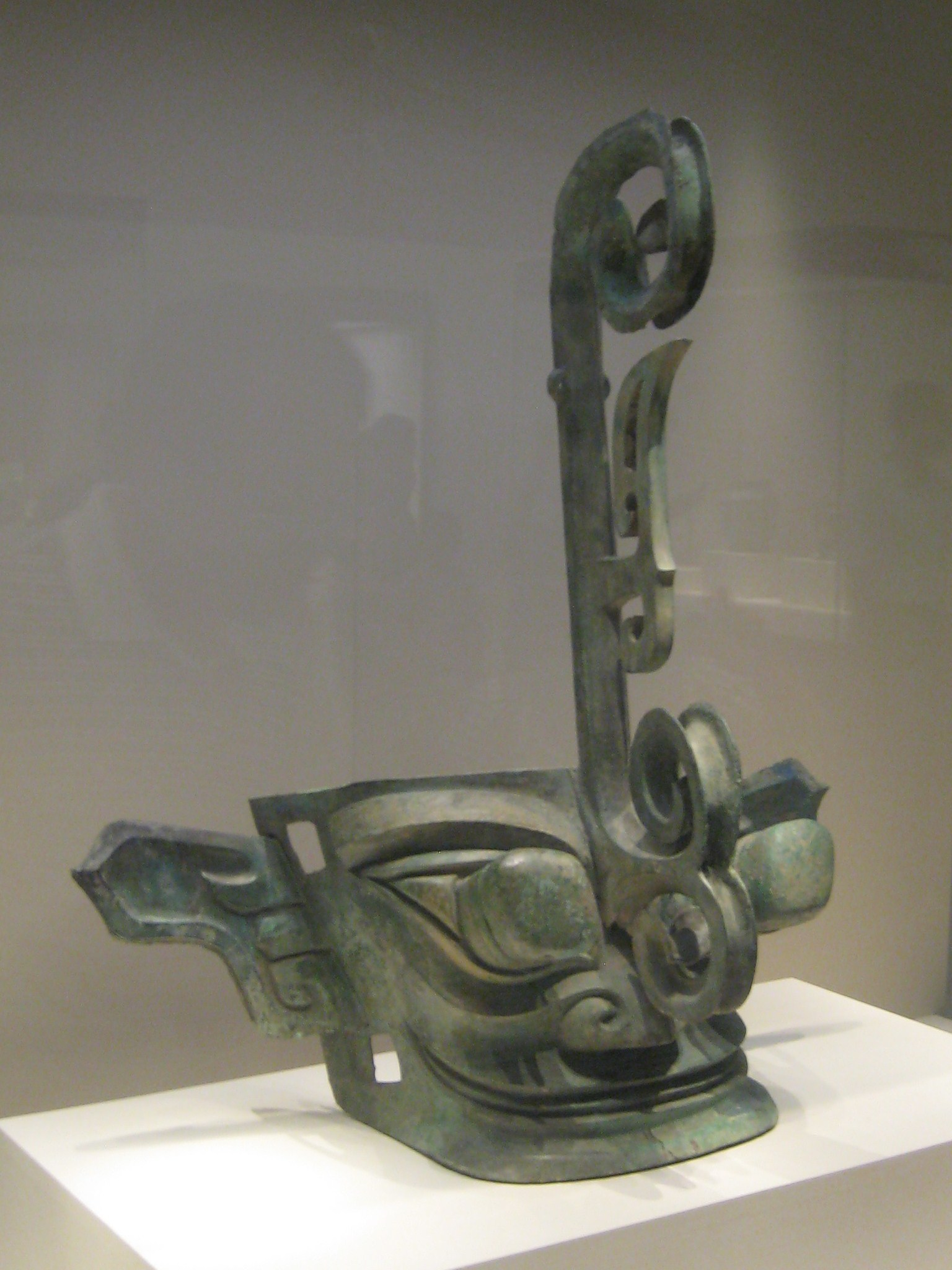
Cap de bronze amb pupil·les protuberants
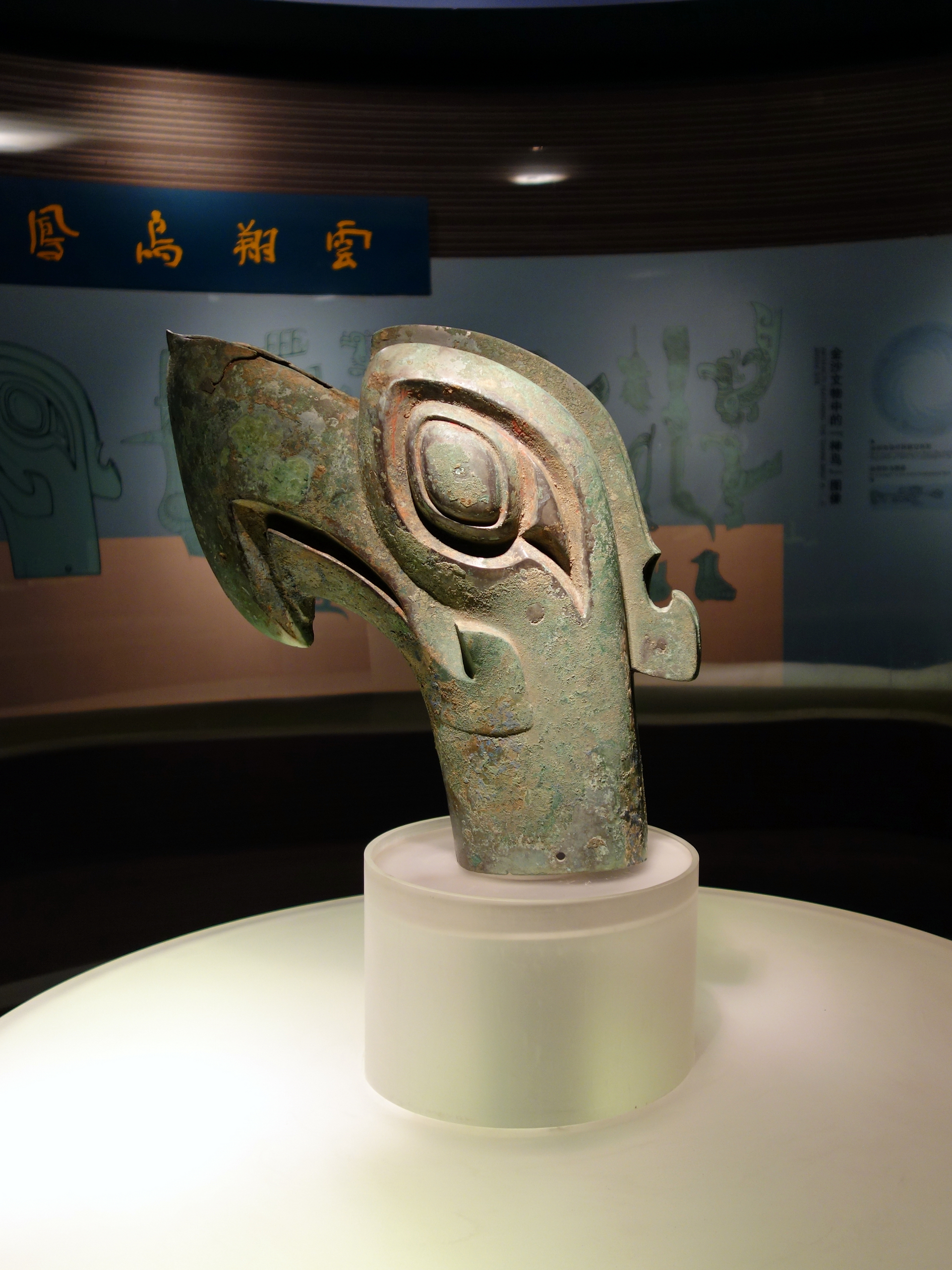
Cap d'ocell de bronze
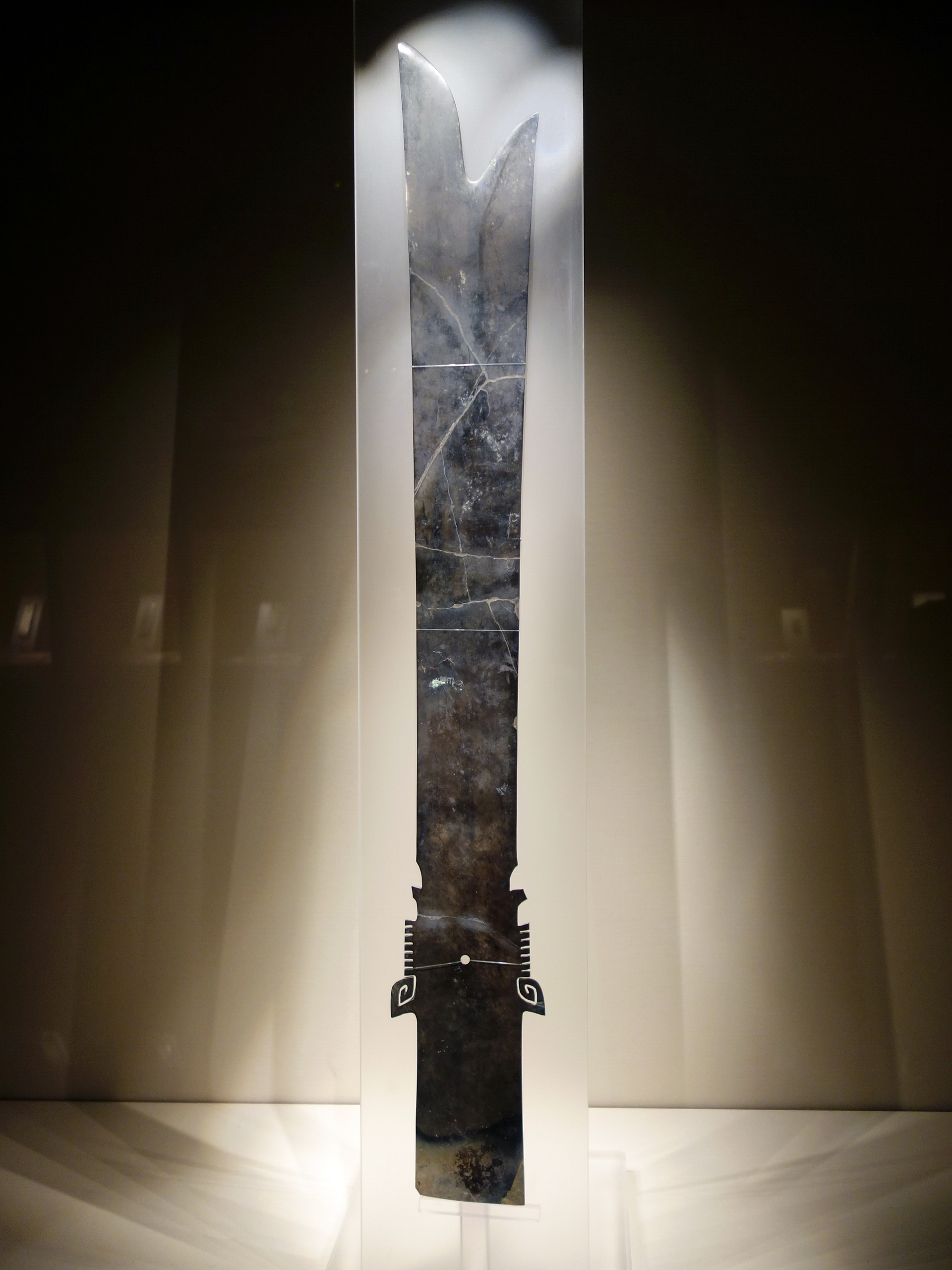
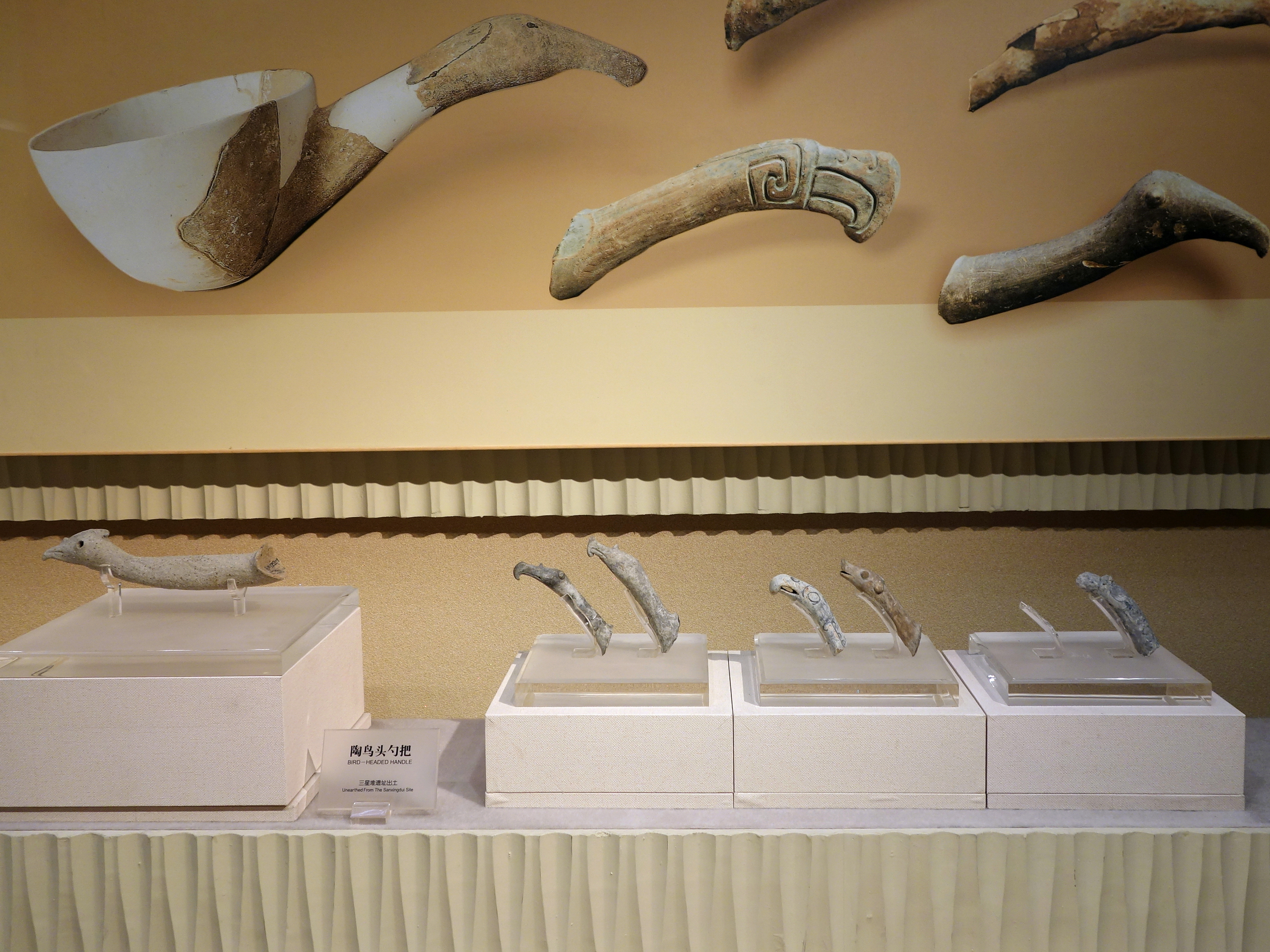